# キュービーネット
キュービーネット株式会社（QB Net Co., Ltd.）は、ヘアカット専門店（理容所および美容所）のQBハウスを運営する日本の企業である。持株会社のキュービーネットホールディングス株式会社（QB Net Holdings Co.,Ltd.）が東京証券取引所プライム市場に上場している。

## 概説
同社が運営する「QBハウス」は、「料金1,400円」でヘアカットを行う。10分間カットまたは1000円カットの業態に分類される。
2014年3月までは1,000円（税込）であったが、同年4月より1,080円（税込）、2019年2月1日より1,200円（税込）、2023年4月1日より1,350円（税込）、2025年2月1日より1,400円(税込)に値上げされた。
1995年12月20日に、会社設立。1996年11月1日、千代田区神田美土代町に1号店「QBハウス・神田美土代店」をオープンし、以後全国各地に店舗を展開している。また、シンガポール、香港、台湾、アメリカ、カナダ、ベトナムにも店舗を持つ。
なお、1号店は既に閉店しており、また、店舗の無い県もある。
社名・店名の「QB」は、QUICK BARBER（早い理容室）&QUICK BEAUTY（早い美容室）、QUICK Bussiness（早い仕事）の頭文字である。
社名のネットは、創業者の小西國義が「いつかインターネットの時代が来る」「ネットワークのように店舗を増やす」と言っていたため｡

## 特徴

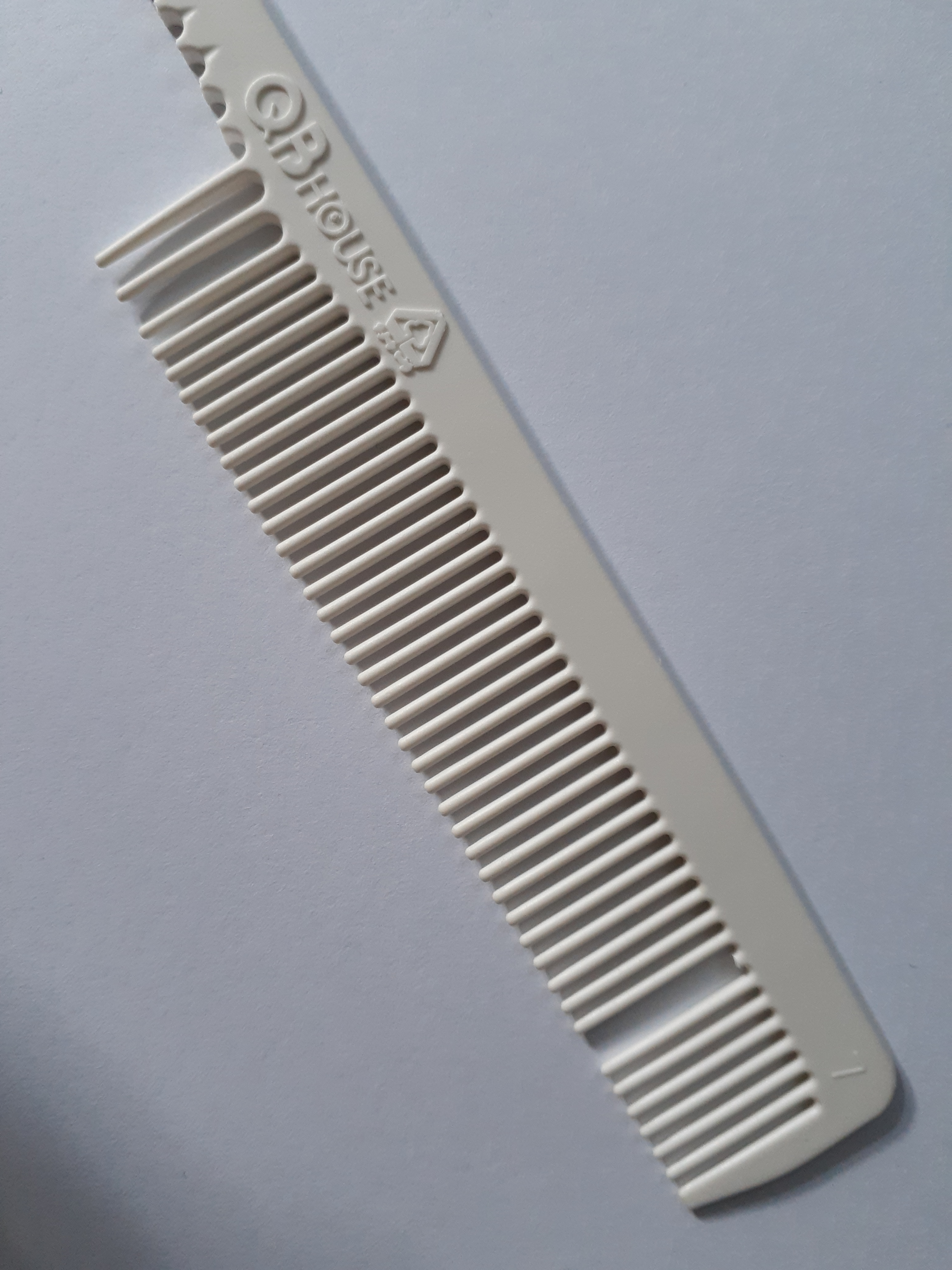
使い捨てタイプの櫛（歯が破損したもの）

一般の理容所・美容所とは異なる設備を利用している。
- カットにかける時間は約10分間。10分を超えることもあるが、追加料金の発生はない[7]。
- ヘアカットだけを行い、顔剃り・シャンプー・ブローは行わない[7]。シャンプーを行わない代わりに、散髪後にエアウォッシャーという掃除機を使って頭部に残った髪の毛を取り除いている。
- 店外から見える場所に、混雑状況の目安が分かる色灯（赤・黄・緑の三色が縦に積み上がった形）が設置されている。点灯色が青なら「すぐできる」、黄なら「5 - 10分待ち」、赤は「15分以上待ち」である[7]。この様子は公式サイトからも確認できる。
- 「システムユニット」と呼ばれる定型化された設備と、定型化されたスタッフの動きにより省スペース化が図られている。湯を使わないため水周り関係の設備が不要[8] なことから利用者一人あたりに要するスペースが少なくてすむのも特徴で、駅構内や商業ビルの空いたスペースを利用できるほか、土地代も安くなる。
- 1998年度ニュービジネス大賞および1998年度ASIAN INNOVATION AWARDS受賞。
- 2017年度ポーター賞」受賞。模倣にさらされたが、スタイリストの自社育成を始めとする活動の内部化と改善によって模倣困難性を高め、競争優位を維持。海外事業も成長し、収益貢献しているとしてポーター賞を受賞[9]。
- 2018年度「第２回 日本サービス大賞 JETRO理事長賞」受賞。コンパクトな「QBシェル型店舗」を開発し、様々な空きスペースでの出店を可能とし、海外で均一サービスを提供するためカット理論と教育カリキュラムを確立させ、労働集約型である理美容サービスのグローバル展開を成功させたとして、第２回 日本サービス大賞において「JETRO理事長賞」を受賞[10]。
- 2024年6月期末時点で、国内563店舗運営のほか、海外128店舗の計691店舗を展開[5](シンガポール・香港・台湾・アメリカ・カナダ・ベトナム)[6]。価格はそれぞれ、70香港ドル、350元、14シンガポールドル、30ドル。[要出典]
- 法律上は理容所と美容所が混在している。理容師を配置している店舗は法律上の理容所、美容師を配置している店舗は法律上の美容所であり、両者に外見・サービスとも違いはない。
- 2009年10月より銀座本店限定でポイントカードを導入。1回のカットにつき1ポイント付与され、10ポイントで「無料カット券」を1枚発行。2012年4月までに廃止された。
- 2022年4月1日から2025年1月31日[5]まで、65歳以上（当年中に65歳となるケースを含む）のシニアには、前回のカットからひと月以内なら、曜日に関係なく、通常料金から100円割引になる「「ツキイチ」キャンペーン」を実施していた[11]。
- 首都圏のJR駅構内に構えるJR東日本リテールネット運営のFC店舗等を中心に、店舗によっては楽天EdyやSuicaなどの電子マネーを利用することができる。またイオンモール内にある一部店舗ではWAON POINT付与のサービスがある。（電子マネー・WAONでの支払いはできない）
- 2014年4月1日に、消費税が8%に増税された際には、料金を1,000円から1,080円に8%値上げした[2]。
- 値上げ前は、コスト削減のため千円札のみに対応した券売機を設置しており、二千・五千・一万円各札や硬貨の使用および釣り銭の支払い機能はなく、前もって千円札の準備が必要だった。2013年7月以降、値上げ対応のため高額紙幣や硬貨の使用が可能な券売機に交換された[12]。
- 香港では、1坪の広さに1席のみが置かれて壁に囲われた組み立て式の貝型の「シェル型」店舗が存在する。小さな空きスペースに設置でき、また賃料が高い香港では、経費節減にもなる。日本では、法律の関係でこのような店舗形態は設置できない[13]。
- 2024年3月20日(水・祝)に日本国内の累計来店客数が3億人を突破した[14]。

### ビジネスモデルとしての特徴
- 10分程度で1人の顧客が終わるため、通常の理美容店に比べ顧客の回転率が高くなるというメリットがある。経費の多くが人件費と店舗の賃貸費用のため10分で1,350円を維持する事がチェーン展開時の採算ラインを割らない必要条件である。
- 「切りすぎることなく今の髪型を維持して自然な仕上がりに」という事も謳っており、結果として顧客側の最低限の満足だけでなく、顧客あたりの売上額も維持するとしている。
- 簡易な設備とシステムのため同業でなくても参入しやすく、コモディティ化しやすいが、人材育成と海外展開に強みがあり、客単価1,350円ながらも理美容業界全体で第２位、ヘアカット専門店で第1位の売上高となっている。（2024年11月6日「日経MJ」[要文献特定詳細情報]）

## 店舗展開
- QB HOUSE
- Quatre Beauté（キャトルボーテ） - 女性を想定顧客とした業態[15]。※現在[いつ?]は閉店
- QB Shell - 海外向けカプセル型店舗。2006年グッドデザイン賞受賞[16]。
- IKKA - ファミリー層を想定顧客とした業態[15]。2011年3月、籠原駅の駅ビルに出店[15]。※現在[いつ?]は閉店
- FaSS - 「Feel a Simple Style」の略[15]。若い男性など客層の拡大を図った業態[15]。料金、時間、店舗面積をQBハウスの2倍としている[15]。2011年7月、中目黒に初出店[15]。
- QB PREMIUM - スマホアプリで時間予約ができ、スタイリングまで提供するブランド。2020年3月に東京 大手町に初出店。

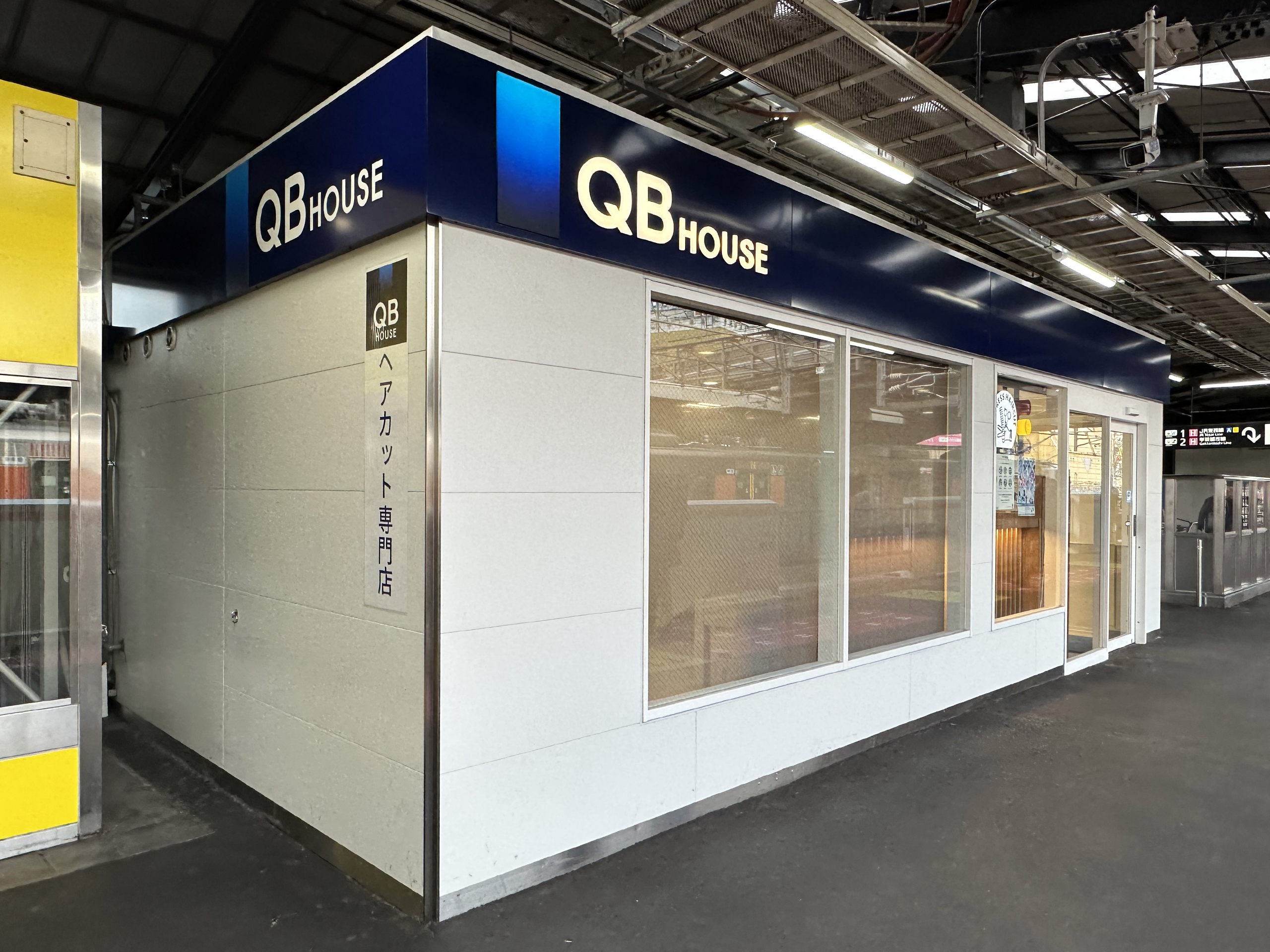
プラットホーム上にあるJR京橋駅内回り店
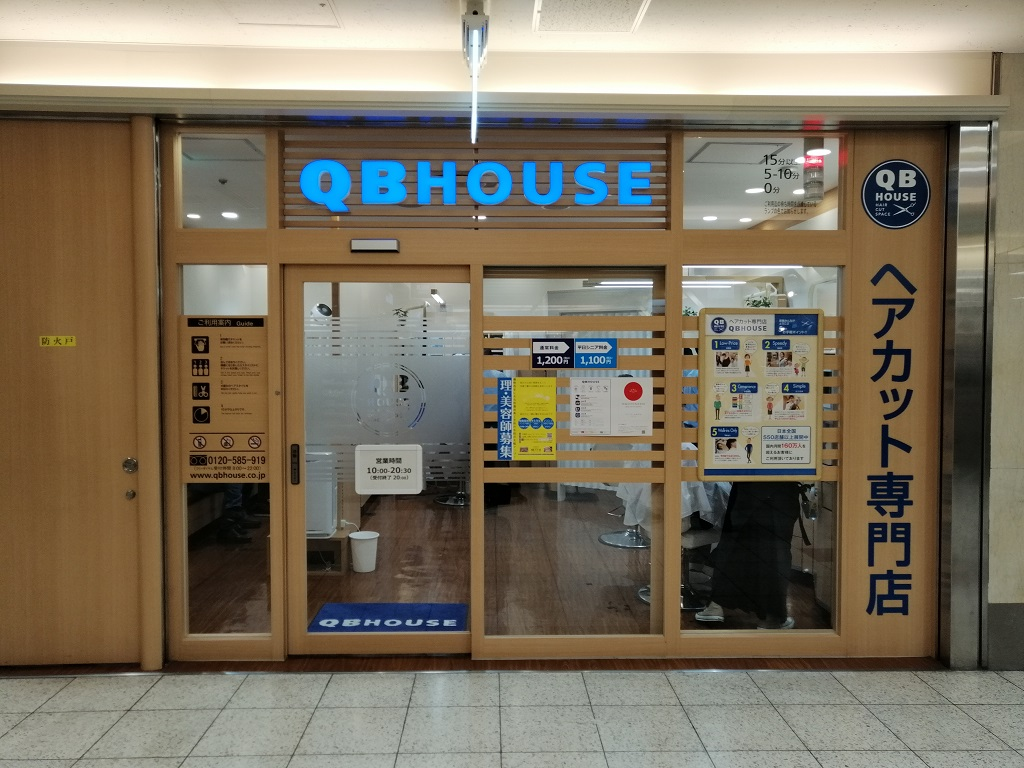
エスカ店
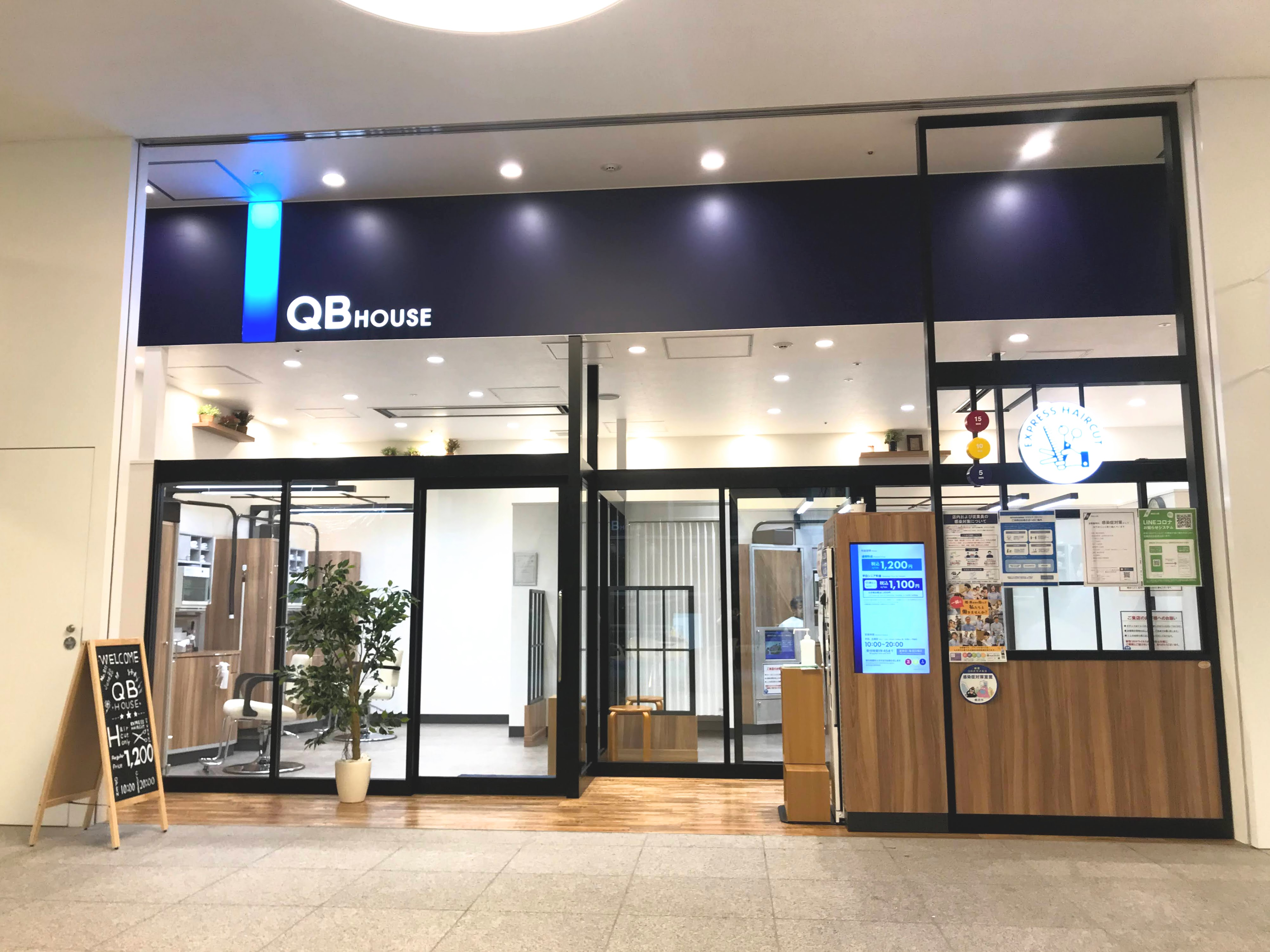
横浜市役所店
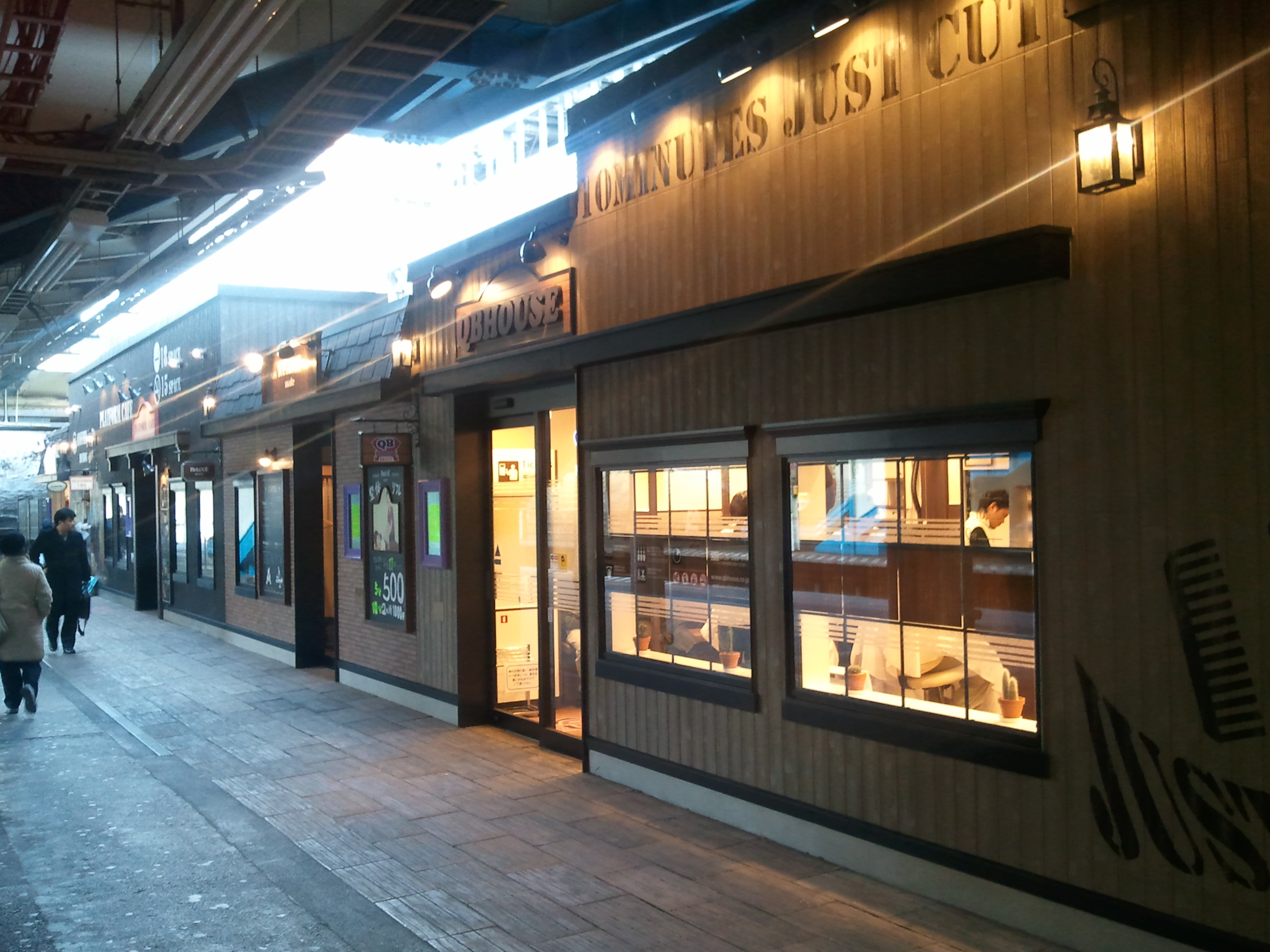
西国分寺駅店
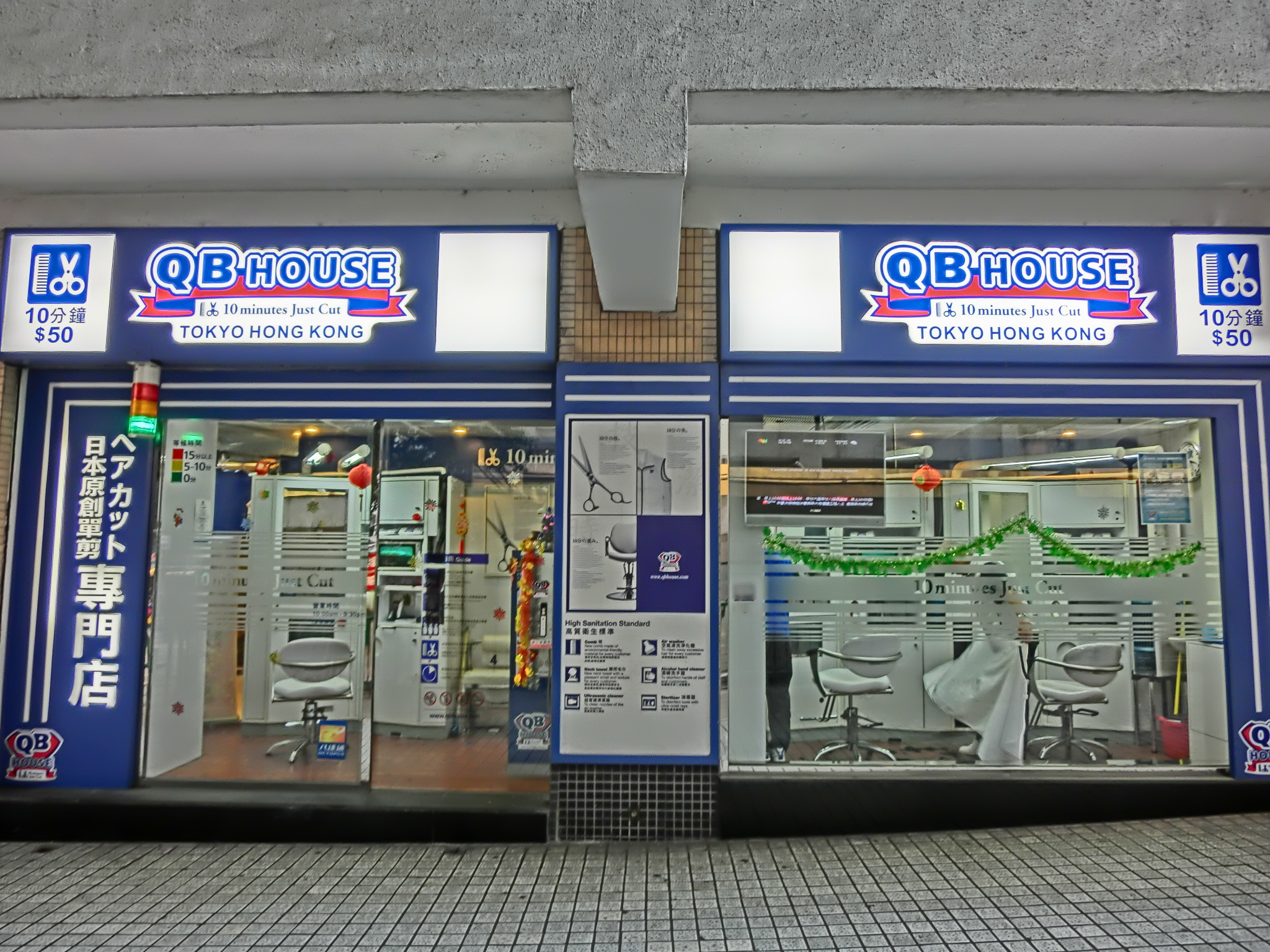
香港 Kennedy Town店
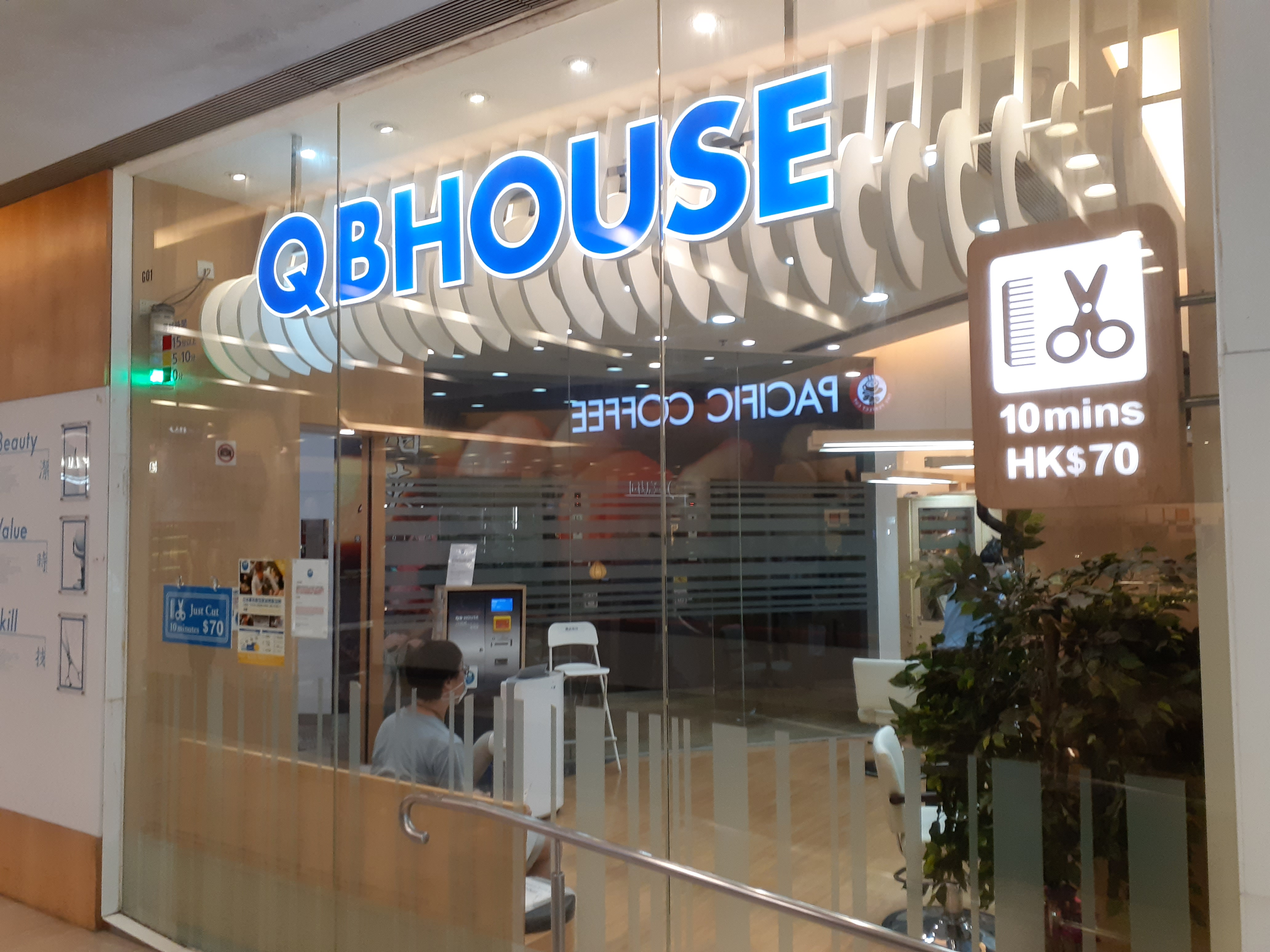
香港 Manhattan Mid-Town店

## 沿革
- 1995年12月20日 - （初代）キュービーネット株式会社創業。
- 1996年11月1日 - 第1号店オープン（神田美土代店、閉店）[5]。
- 2006年8月 - オリックスが創業者などより発行済み株式の73.9%を取得し、筆頭株主となる[17]。
- 2010年12月 - オリックスが発行済み株式の78%をジャフコに売却[15][18]。
- 2011年
  - 6月1日 - キュービーエス株式会社を吸収合併。
  - 7月1日 - 株式会社ジャフコ・エスアイジーNo.11が、（初代）キュービーネット株式会社を吸収合併し、（二代目）キュービーネット株式会社に商号変更。
- 2014年10月10日 - インテグラル株式会社がIQ株式会社を設立。
- 2015年6月1日 - IQ株式会社が、（二代目）キュービーネット株式会社を吸収合併し、（三代目）キュービーネット株式会社に商号変更。
- 2016年7月1日 - （三代目）キュービーネット株式会社が持株会社化し、キュービーネットホールディングス株式会社に商号変更。新設分割により、事業会社の（四代目）キュービーネット株式会社を設立。
- 2018年3月23日 - キュービーネットホールディングス株式会社が東京証券取引所第一部に上場[19]。
- 2019年2月1日 - 通常料金を1,200円、シニア料金を1,100円に値上げ[20]。
- 2023年4月1日 - 通常料金を1,350円、ツキイチ料金を1,250円に値上げ[4]。
- 2025年
  - 1月21日 - 海外6カ国目となるベトナムへ進出。海外事業を2029年6月期までに(発表時点の)128店舗から250店舗に増やす計画であることも発表[6]。
  - 2月1日 - 通常料金を1,400円、ツキイチ割引キャンペーンの対象年齢を全年齢に拡大した。また、株主優待制度（国内のQBハウスで使える無料ヘアカット券）を導入した[21][22]。

## テレビ番組
- 日経スペシャル カンブリア宮殿 "時間"にこそ価値がある！ 1700万人を魅了する時短ビジネスの全貌（2015年4月2日、テレビ東京）[23]